# Dicranum scottianum
Dicranum scottianum là một loài Rêu trong họ Dicranaceae. Loài này được Turner ex Scott, Robert mô tả khoa học đầu tiên năm 1803.